# Циглер, Фридрих Вильгельм
Фридрих Вильгельм Циглер (нем. Friedrich Wilhelm Ziegler; 1759, Брауншвейг — 1827, Братислава) — немецкий драматург; был актёром в Вене. Из 37 пьес, написанных Циглером, про 11 можно с уверенностью сказать, что они ставились на сцене, в том числе «Parteienwut oder Die Kraft des Glaubens», «Ernst und Scherz», «Die Grossmama», «Die Macht der Liebe», «Die Schirmherren von Lissabon», «Thekla, die Wienerin». «Sammtliche dramat. Werke» Ц. появились в свет в 13 т. (В., 1824).